# Defibrilare
Defibrilarea este un tratament pentru disritmiile cardiace care pun în pericol viața, în special fibrilația ventriculară (VF) și tahicardia ventriculară neperfuzantă (VT). Un defibrilator oferă o doză de curent electric (adesea numit contrașoc) la inimă. Deși nu este pe deplin înțeles, acest lucru ar depolariza o cantitate mare de mușchi ai inimii, care va sfârși disritmia. Ulterior, pacemaker-ul natural al organismului din nodul sinoatrial al inimii este capabil să restabilească ritmul sinusal normal.
Spre deosebire de defibrilare, cardioversia electrică sincronizată este un șoc electric livrat în sincronizare cu ciclul cardiac. Deși persoana poate fi încă bolnavă critic, cardioversia intenționează, în mod normal, să pună capăt disritmiilor cardiace perfuzate, cum ar fi tahicardia supraventriculară.
Defibrilatoarele pot fi externe, transvenționale sau implantate (defibrilator - cardioverter implantabil), în funcție de tipul de dispozitiv utilizat sau necesar. 
Unele unități externe, cunoscute sub denumirea de defibrilatoare externe automate (AED), automatizează diagnosticul de ritmuri tratabile, ceea ce înseamnă că salvatorii laic sau trecătorii le pot folosi cu succes cu puține sau fără cursuri.

## Legături externe
- Sudden Cardiac Arrest Foundation
- Center for Integration of Medicine and Innovative Technology
- American Red Cross: Saving a Life is as Easy as A-E-D
- FDA Heart Health Online: Automated External Defibrillator (AED)
- Resuscitation Council (UK)
- How an internal defibrillator is implanted from Children's Hospital Heart Center, Seattle.